# پشتیبان کاتالیزور

در کاتالیزور فیلیپس که برای تولید صنعتی حدود نیمی از پلی‌اتیلن مصرفی، استفاده می‌شود، کاتالیزور کروم بر روی سیلیس پشتیبانی می‌شود.

در شیمی، پشتیبان کاتالیزور معمولاً به ماده ای گفته می‌شود که به صورت یک جامد با مساحت سطح بالا است که یک کاتالیزور به آن چسبانده می‌شود. فعالیت کاتالیزورهای ناهمگن عمدتاً توسط اتم‌های موجود در سطحِ قابلِ دسترسِ ماده، ارتقا می‌یابد. در نتیجه، تلاش زیادی برای به حداکثر رساندن سطح ویژه یک کاتالیزور انجام می‌شود. یکی از روش‌های رایج برای افزایش سطح، توزیع کاتالیزور بر روی سطح تکیه‌گاه یا پشتیبان است. پشتیبان ممکن است بی اثر باشد یا در واکنش‌های کاتالیزوری شرکت کند. پشتیبان‌های معمولی شامل انواع مختلف کربن، آلومینا و سیلیس هستند.

## مثال‌ها

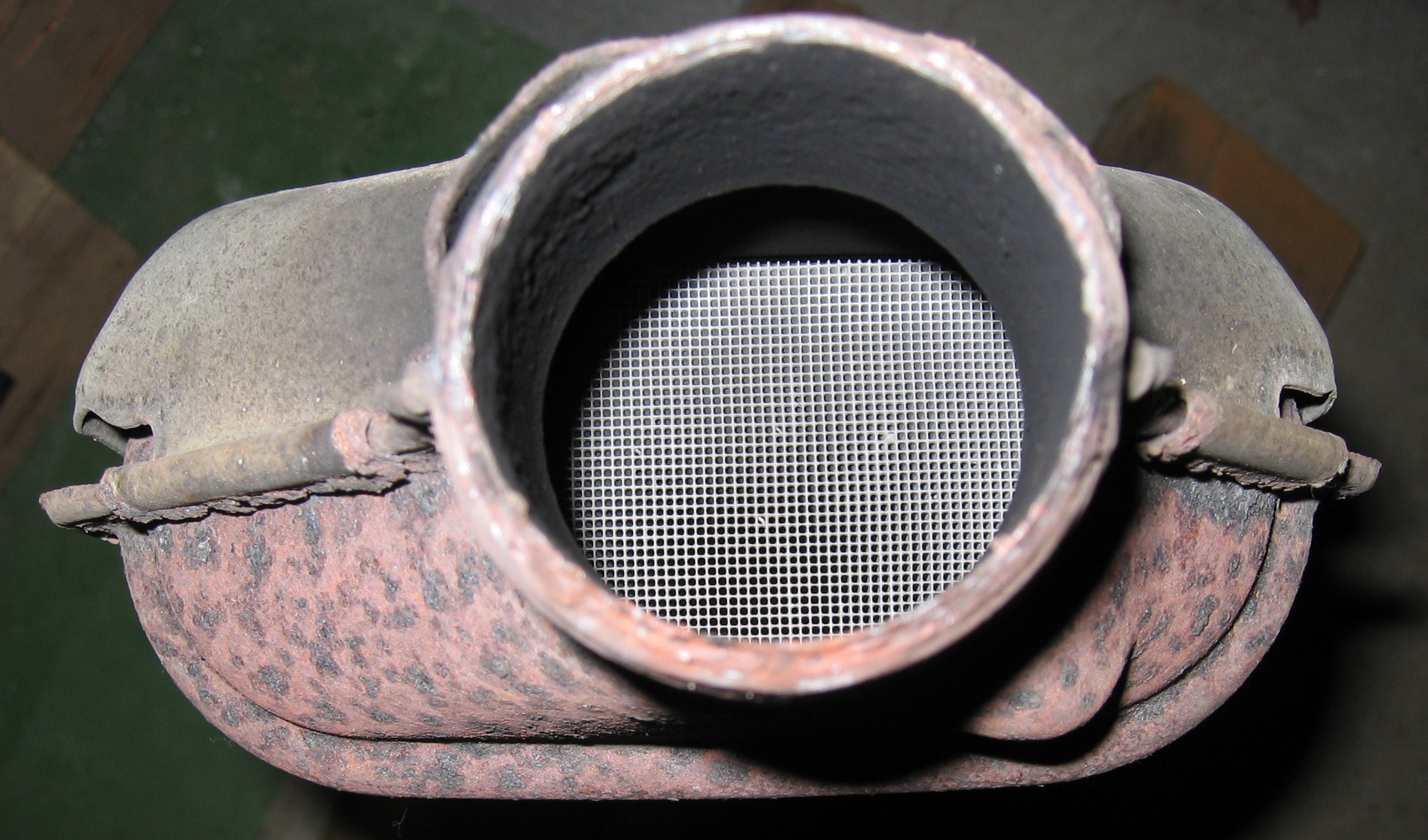
مبدل سرامیکی از نوع موجود در بسیاری از مبدل‌های کاتالیزوری خودرو.

تقریباً تمام کاتالیزورهای ناهمگن اصلی همان‌طور که در جدول زیر نشان داده شده‌است، پشتیبانی می‌شوند.
| فرآیند                                  | واکنش دهنده‌ها، محصول(ها)               | کاتالیزور                     | پشتیبان |
| --------------------------------------- | -------------------------------------- | ----------------------------- | ------- |
| سنتز آمونیاک (فرایند هابر-بوش)          | N۲ + H۲، NH۳                           | اکسیدهای آهن                  | آلومینا |
| تولید هیدروژن با ریفرمینگ بخار          | CH۴ + H۲O, H۲ + CO                     | نیکل                          | K۲O     |
| سنتز اکسید اتیلن                        | C۲H۴ + O۲، C۲H۴O                       | نقره با بسیاری از پیش‌برنده ها | آلومینا |
| پلیمری‌کردن زیگلر-ناتا اتیلن             | پروپیلن، پلی پروپیلن; اتیلن، پلی اتیلن | TiCl۳                         | MgCl۲   |
| گوگردزدایی از نفت (هیدرودسولفوریزاسیون) | H۲ + ترکیبات آلی گوگردی، RH + H۲S      | Mo-Co                         | آلومینا |

## همچنین ببینید
- رآکتور بستر شناور